# 세쿠시캣노 엔제츠/무키다시데 무키아데/소우자나이
《세쿠시캣노 엔제츠/무키다시데 무키아데/소우자나이》(セクシーキャットの演説／ムキダシで向き合って／そうじゃない 섹시 캣의 연설/드러내고 마주해/그렇지 않아[*])는 2016년 11월 23일 발매된 모닝구무스메'16의 예순두 번째 싱글이다.

## 개요
- 모닝구무스메의 일곱 번째 트리플 A 사이드 (A면) 싱글.
- 초회한정반 A, B, C, 통상반 A, B, C의 6 형태로 발매.
- 초회한정반 A, B, C에는 DVD가 같이 수록되고 있다.
- 모든 초회한정반에는 이벤트 추첨 일련 번호 카드가 봉입되고 있다.

## 수록곡

### CD
1. セクシーキャットの演説
작사, 작곡 : 층쿠 / 편곡 : 오쿠보 카오루
2. ムキダシで向き合って
작사 : 호시베 쇼우 / 작곡 : Jean Luc Ponpon, 호시베 쇼우 / 편곡 : Jean Luc Ponpon
3. そうじゃない
작사, 작곡 : 층쿠 / 편곡 : 히라타 쇼이치로
4. セクシーキャットの演説 (Instrumental)
5. ムキダシで向き合って (Instrumental)
6. そうじゃない (Instrumental)

### DVD
초회한정반 A
1. セクシーキャットの演説 (Music Video)

초회한정반 B
1. ムキダシで向き合って (Music Video)

초회한정반 C
1. そうじゃない (Music Video)

## 차트
- 일간최고순위 1위 (오리콘 차트)
- 주간최고순위 1위 (오리콘 차트)